# Vasileia
Vasileia (in greco Bασίλεια?; in turco Karşıyaka) è un villaggio di Cipro. Si trova a 3 km a ovest di Lapithos. È sotto il controllo de facto di Cipro del Nord, dove appartiene al distretto di Girne, mentre de iure appartiene al distretto di Kyrenia della Repubblica di Cipro.  Fino al 1964 Vasileia era un villaggio misto.
La sua popolazione nel 2011 era di 2 091 abitanti.

## Geografia fisica
Questo villaggio è situato a quasi tre chilometri a ovest di Lapithos, sotto il picco Koronos della catena montuosa di Kyrenia.

## Origini del nome
Il nome del villaggio é Vasileia, che in greco significa "Regni". Tuttavia, nel 1975 i turco-ciprioti hanno adottato il nome alternativo di Karşıyaka, che significa "La sponda opposta", in riferimento all'Anatolia al di là del mare.

## Società

### Evoluzione demografica
Secondo il censimento ottomano del 1831, i musulmani costituivano la maggioranza (61%). Alcuni anziani abitanti del villaggio sostengono che molti musulmani siano partiti per l'Anatolia dopo la partenza degli amministratori ottomani nel 1878. L'altra grande emigrazione musulmana in Anatolia ebbe luogo tra il 1910 e il 1931: a  causa di ciò, la percentuale di popolazione musulmana calò dal 38% nel 1891 al 26% nel 1931. Una spiegazione per questo esodo può essere l'ansia generalizzata che prevalse tra la popolazione musulmana dell'isola durante le guerre balcaniche e la prima guerra mondiale, quando gli Ottomani combatterono contro la Grecia nella prima e la Gran Bretagna nella seconda. Va notato che l'altra ragione del calo della percentuale di musulmani è stata l'inclusione del villaggio di Vavilas nei registri del censimento come parte del villaggio di Vasileia a partire dal 1921. Poiché la maggioranza della popolazione di Vavilas era greco-cipriota, ciò ha naturalmente aumentato la percentuale greco-cipriota della popolazione durante i censimenti. La percentuale di popolazione turco-cipriota continuò a diminuire fino al 1960 (20%).
A causa delle lotte intercomunitarie, tutti i circa 230 abitanti turco-ciprioti del villaggio (213 nel 1960) furono sfollati dal villaggio il 16-17 gennaio 1964 e si rifugiarono nei villaggi di Templos/Zeytinlik e Boghaz. I turco-ciprioti di Vasileia rimasero nelle enclavi fino alla fine del 1974, quando tornarono a Vasileia dopo la fuga degli abitanti greco-ciprioti del villaggio. Attualmente i greco-ciprioti sfollati di Vasileia sono sparsi in tutto il sud dell'isola, soprattutto a Nicosia e Larnaca. Il numero dei greco-ciprioti di Vasileia (compresi quelli di Vavilias) sfollati nel 1974 era di circa 950-60 (950 nel censimento del 1973).
Oltre agli originari turco-ciprioti di Vasileia che sono tornati nel 1974 e nel 1975, ci sono sfollati turco-ciprioti provenienti dal sud dell'isola, compresi villaggi come Agioi Iliofotoi nel distretto di Nicosia (sud) e da vari villaggi nel distretto di Paphos (ad esempio, Sarama/Kuşluca). Ci sono anche persone provenienti dalla Turchia, soprattutto dalle regioni di Maçka e Sürmene sul Mar Nero. Dalla metà degli anni ottanta, anche molti cittadini europei e turco-ciprioti provenienti da altri Paesi (compresi i rimpatriati dal Regno Unito) hanno acquistato proprietà e si sono stabiliti nel villaggio. Inoltre, la città ospita molti lavoratori immigrati, soprattutto turchi, impiegati principalmente nell'edilizia e nel turismo. Secondo il censimento del 2006, la popolazione di Vasileia (compreso Vavilas) era di 2 110 abitanti, ma questo numero poteva superare i 3.000 durante le vacanze a causa delle case estive presenti nella zona.